# Ruta de Illinois 124
La Ruta de Illinois 124, y abreviada IL 124 (en inglés: Illinois Route 124) es una carretera estatal estadounidense ubicada en el estado de Illinois. La carretera inicia en el oeste desde la IL 123     en Sangamon County hacia el este en la BL 55     en Sherman. La carretera tiene una longitud de 9,2 km (5.71 mi).

## Mantenimiento
Al igual que las autopistas interestatales, y las rutas federales y el resto de carreteras estatales, la Ruta de Illinois 124 es administrada y mantenida por el Departamento de Transporte de Illinois por sus siglas en inglés IDOT.